# Załuże (sielsowiet Krzywoszyn)
Załuże (biał. Залужжа, Załużża; ros. Залужье, Załużje) – wieś na Białorusi, w obwodzie brzeskim, w rejonie lachowickim, w sielsowiecie Krzywoszyn.

## Warunki naturalne
Załuże leży na skraju dużego kompleksu leśnego, nad rzeką Szczarą. W pobliżu położony jest rezerwat przyrody Puszcza Święcicka.

## Historia
W Rzeczypospolitej Obojga Narodów leżało w województwie nowogródzkim, w powiecie nowogródzkim. W 1589 zostało nadane jezuitom nieświeskim przez Mikołaja Krzysztofa Radziwiłła Sierotkę. Po kasacie zakonu, w 1775 dobra te przypadły Potockim. Odpadło od Polski w wyniku II rozbioru.
W XIX i w początkach XX w. położone było w Rosji, w guberni mińskiej, w powiecie nowogródzkim, w gminie Krzywoszyn. Znajdowała się tu wówczas przystań na Szczarze oraz kaplica katolicka, w 1895 już nieistniejąca.
W dwudziestoleciu międzywojennym leżało w Polsce, w województwie nowogródzkim, w powiecie baranowickim, w gminie Krzywoszyn. W 1921 miejscowość liczyła 351 mieszkańców, zamieszkałych w 64 budynkach, wyłącznie Polaków. 342 mieszkańców było wyznania prawosławnego i 9 rzymskokatolickiego.
Po II wojnie światowej w granicach Związku Sowieckiego. Od 1991 w niepodległej Białorusi.